# 아카데미만
아카데미 만(러시아어: Залив Академии)은 러시아 극동에 위치한, 하바롭스크 지방에 위치해 있는 오호츠크해의 만이다.
샨타르스키예 제도도 아카데미 만에 위치한다.
아카데미 만의 다른 주요 만은 콘스탄티나 만(Залив Константина), 니콜라야 만(Залив Николая), 울반스키 만(Ульбанский залив)이다.
이곳을 알렉산드르 미덴도르프(Александр Фёдорович Миддендорф)가 1844년 - 1845년에 방문해서 탐사했다.